# Oleg Ivenko
Oleg Ivenko (en russe : Олег Ивенко), né à Kharkov (Ukraine) le 14 août 1991, est un danseur de ballet d'origine ukrainienne.

## Biographie
Oleg Ivenko est diplômé de l'École de chorégraphie de Kharkov en 2006, puis du Collège chorégraphique d'État biélorusse en 2010. Depuis 2014, il est le danseur principal de l'Opéra académique et du Ballet Théâtre de l'État tatar.
Oleg Ivenko obtient une renommée internationale quand il tient le rôle-titre du film Noureev (2018, The White Crow) réalisé par Ralph Fiennes, dont le sujet est la vie de Rudolf Noureev.

## Principaux rôles sur scène
- Mercutio et Benvolio, dans Roméo et Juliette
- Le Prince et Arlequin, dans Casse-Noisette
- Le bouffon, dans Le Lac des cygnes
- Basile, dans Don Quichotte
- Solor, dans La Bayadère
- le gnome c, dans Blanche-Neige et les Sept Nains (ballet pour enfants, musique de Bogdan Pavlovski)
- l'Oiseau bleu, dans La Belle au bois dormant
- Ali, dans Le Corsaire
- Franz, dans Coppelia
- Nuradin (le fils du général), dans La Horde d'Or (musique de Rezeda Akhiyarora, livret de Rhenat Kharis).
- l'étudiant, dans Aniouta (ru) (d'après Anton Tchekhov, musique de Valeri Gavriline)
- Pierre Gringoire, dans La Esmeralda

## Filmographie
- 2018 : Noureev (The White Crow) : Rudolf Noureev
- Joika de James Napier Robertson : Nikolaï Lebedev (en production)

## Prix, reconnaissances
- Médaille d'argent (2011) : Festival international de danse TANZOLYMP de Berlin
- 1er prix (2014) : Concours international de ballet sibérien, Krasnoïarsk
- Grand Prix (2014) : 5e Concours international Yury Grigorovich, « Jeune Ballet du Monde»; Sotchi